# Perduts a Yonkers
Perduts en Yonkers (Lost in Yonkers en el seu títol original) és una obra de teatre del dramaturg estatunidenc Neil Simon, estrenada en 1991.

## Argument
La història tracta sobre el passo a l'edat adulta de l'adolescent Jay Kurnitz. Al principi de l'obra es descobreix a Eddie, el pare de Jay, obligat a treballar com a venedor ambulant per a pagar els deutes contrets arran de la mort de la seva esposa, i compel·lit a deixar a Jay en la cura de la seva àvia i la tia Bella en Yonkers, Nova York. A més de tot això, Jay es veu en l'obligació de cuidar del seu germà petit Arty.
L'àvia és immigrant, una dona greu, terriblement intimidant que va terroritzar als seus fills a mesura que van anar creixent, traumatitzant a cadascun d'ells en diferent mesura. Bella és una dona dolça, encara que no gaire intel·ligent, que aspira a casar-se amb un acomodador del cinema local per a escapar de l'opressiva atmosfera de la seva llar i crear la seva pròpia família.
L'oncle de Jay, Louie també sofreix les conseqüències d'una infància difícil i s'ha convertit en un pinxo de barri i la seva tia Gert pateix d'un problema de respiració que és més psicològic que físic. Jay ha de passar un any enmig de l'agitació d'aquesta la casa. Anima a Bella perquè faci front a l'àvia. Quan finalment ho fa, abandona Yonkers, deixant a Jay només davant els abusos de l'àvia. Emocionalment esgotat, Jay ha d'acceptar amb la seva vida en Yonkers. Bella torna finalment, disposada a fer front a la seva mare cara a cara. Al cap d'un any de turment, Jay decideix enfrontar-se a la seva família en una catarsi emocional.

## Estrena
- Richard Rodgers Theatre, Broadway, Nova York, 21 de febrer de 1991.[1]
  - Producció: Emanuel Azenberg.
  - Direcció: Gene Saks.
  - Intèrprets: Jamie Marsh (Jay), Irene Worth (Grandma), Mercedes Ruehl (Bella), Kevin Spacey (Louie), Lauren Klein (Gert), Danny Gerard (Arty), Mark Blum (Eddie).

## L'obra a Espanya
- Teatro Fígaro, Madrid, 1992.[2]
  - Adaptació: Juan José Arteche.
  - Direcció: Ángel García Moreno.
  - Intèrprete: David Zarzo (Jay), Carmen Bernardos, luego sustituida por María Asquerino (Grandma), Ana Marzoa (Bella), Jaime Blanch (Louie), Teresa Cortés (Gert), César Lucendo (Arty), Juan Meseguer (Eddie).
- El 1995 fou estrenada en català al Teatre del Círcol Catòlic de Vilanova i la Geltrú per l'Escotilló Grup de Teatre sota la direcció de Josep Maria Porta i protagonitzada per Lluís Alzina, Jordi Molero, Francesca Roig, Carles Girald, Anna Carbonell, Marta Bayarri, Carme Jariod i Dafnis Balduz.[3]

## Versió cinematogràfica
Simon va adaptar l'obra en 1993 per a una pel·lícula del mateix títol, dirigida per Martha Coolidge, i portagonizada per Brad Stoll com Jay. Worth i Ruehl van repetir els seus papers i Richard Dreyfuss va interpretar a Louie.

## Premis
- Premi Pulitzer (Drama, 1991).[5]
- Premis Tony (1991)
  - Millor obra
  - Millor actor protagonista (Jamie Marsh)
  - Millor actriu protagonista (Mercedes Ruehl)
  - Millor actriu de repartiment (Irene Worth)
  - Millor actor de repartiment (Kevin Spacey)